# (13436) Enid
(13436) Enid (1999 WF) – planetoida z grupy pasa głównego asteroid okrążająca Słońce w ciągu 5,75 lat w średniej odległości 3,21 j.a. Odkryta 17 listopada 1999 roku.